# تيري تيمبست وليامز
تيري تيمبست وليامز (بالإنجليزية: Terry Tempest Williams)‏ (8 سبتمبر 1955، كورونا في الولايات المتحدة)؛ مؤرخة وشاعرة أمريكية. درست في جامعة يوتا.

## الجوائز
- زمالة غوغنهايم

## روابط خارجية
- تيري تيمبست وليامز على موقع ديسكوغز (الإنجليزية)